# Ayyash Al Haj
Ayyash Al-Hajj Hussein Al-Jassem, fue un  líder sirio y muyahid de la ciudad de Deir ez-Zor. Durante la lucha armada contra los colonialistas franceses que comenzó en la gobernación de Deir ez-Zor en 1925, coincidiendo con el inicio de la Gran Revolución Siria en Jabal Al-Arab y Guta de Damasco. Fue condenado/obligado al exilio a la ciudad de Jableh con sus familiares después de que fueran condenados por planear y llevar a cabo varias operaciones militares contra las fuerzas francesas, la última de las cuales fue la Epopeya de Ain al-Bo Jumaa. También condenaron a su hijo mayor Muhammad a veinte años de prisión en la isla de Arwad y su hijo Mahmud fue ejecutado por un pelotón de fusilamiento junto con otros muyahidines.
Poco después de que la familia Ayyash al-Hajj residiera en Jableh. Las autoridades francesas impidieron el traslado de su cuerpo a Deir Ezzor por motivos relacionados con la seguridad pública, Fue enterrado en Jableh en el cementerio de la Mezquita del Sultán Ibrahim Al-Adham, para que los franceses pudieran dar un suspiro de alivio tras su muerte, porque los accidentes ocurridos en la región del Éufrates, estaba teniendo lugar de acuerdo con su opinión y orden mientras estaba en el exilio. Las oraciones ausentes se llevaron a cabo por el alma de este muyahid martirizado en todas las regiones sirias.
Ayyash Hajj Hussein Al-Jassem nació en la ciudad de Deir Ezzor en 1864, del clan Albu Obaid de la tribu Baggara, y cuyo linaje se remonta al Imam Muhammad al-Baqir, uno de los nietos del comandante de los Fieles, Ali bin Abi Talib.

## Biografía
Ayyash al-Hajj creció en una familia a la que se hace referencia como terca cuando se habla de las luchas del pueblo del Éufrates y de sus postura nacionalista a lo largo de la historia moderna. Por eso, Ayyash abrió su vida a esta vida, amando su ciudad y su país, y amando sus influencias materiales e inmateriales, dedicando la mayor parte de su vida a servir y proteger su ciudad. 
Cuando los otomanos abandonaron la región de Deir ez-Zor, Ayyash al-Hajj contribuyó a proteger al pueblo de Deir ez-Zor del caos y el vacío de seguridad dejado por la ausencia de la autoridad otomana, formó un gobierno local con los notables de Deir ez-Zor, encabezado por su primo del clan Albu Obaid, Al-Haj Fadel Al-Aboud, en 1918.
Estableció, junto con Omar Beyk Al-Abd Al-Aziz y Khalouf Al-Abd Al-Hamid, un ejército nacional del pueblo de Medina para evitar la invasión británica de la misma, y se enfrentaron a ellos en la batalla de Al- Salihiya en 1919. Ayyash al-Hajj. Por su prestigio y posición social, también contribuyó a resolver muchos conflictos y revueltas entre la gente de Deir Ezzor y entre la gente del campo por su estrecha relación con los clanes Baggara, sus primos cercanos y amigos del clan Albu Saraya, que participaron más tarde con sus hijos en la formación de grupos armados revolucionarios contra las fuerzas francesas.
Fue condenado al exilio por la sentencia de los franceses a la ciudad de Jableh con miembros de su familia en 1925. También condenaron a su hijo mayor, Muhammad, a veinte años de prisión, y ejecutaron a su hijo, Mahmoud, con un pelotón de fusilamiento. Después de ser condenado por planificar y ejecutar varias operaciones militares contra las fuerzas francesas en Siria, la última de las cuales fue la epopeya de Ain Albu Jumaa en 1925.

### Familia Ayyash Al Haj
Toda la familia de Ayyash al-Hajj fue sometida a la opresión de las autoridades militares francesas tras ser acusarlos de prepararse para la revolución del valle del Éufrates, coincidiendo con el estallido de la Gran Revolución Siria. La lucha de la familia comenzó con la reunión de Muhammad al-Ayyash, el hijo mayor del líder, Ayyash al-Hajj, con el Dr. Abd al-Rahman al-Shahbandar, líder del Partido Popular en Damasco. Acordaron extender la revolución a la región del Éufrates y abrir un frente contra los franceses para hacerles dispersar sus fuerzas y aliviar la presión sobre los rebeldes de Ghouta y Jabal al-Arab. 
Después de eso, Al-Ayyash regresó de Damasco y comenzó a prepararse para despertar los celos y el entusiasmo de la gente de la ciudad de Deir ez-Zor. Para ello acordó con su hermano Mahmoud ir a las aldeas dónde residía el clan Albu Saraya, en el oeste de Deir ez-Zor, trabar una fuerte amistad con su padre, Ayyash Al-Hajj, y formar grupos revolucionarios con ellos para atacar las fuerzas francesas. Al-Ayyash reclutó a algunas personas que trabajaban con los franceses en los centros de traducción y a otras instituciones públicas para informarles sobre las condiciones y movimientos de los franceses y sus actividades así como el momento de sus operaciones militares. Al-Ayyash dirigió a los revolucionarios para atacar a las fuerzas francesas.
Los revolucionarios asestaron golpes dolorosos a las fuerzas francesas, el último de los cuales fue el ataque a un automóvil que transportaba oficiales franceses en el área de Ain Albu Jumaa en la carretera Deir ez-Zor a Raqqa. Los rebeldes arrestaron, a principios de junio de 1925, a los oficiales y los llevaron con su automóvil tras de apoderarse de sus armas al sur de la zona del incidente en el desierto llamado "Al-Akisiyah". Allí los arrojaron con su conductor en uno de los pozos desiertos, donde dieron su último suspiro, luego se retiraron a las orillas del Éufrates, donde había bosques e islas fluviales.
Los franceses se volvieron locos al perder el contacto con los oficiales, y se inició una gran campaña en la que participaron los aviones franceses, para buscarlos, y cuando encontraron sus cuerpos e infirieron de sus informantes los nombres de los revolucionarios, una gran fuerza militar, que incluía artillería y aviones, se movilizó y rodeó al clan Al-Busraya. Los aviones franceses hostigaron las casas del clan con devastadores bombardeos, destruyeron casas sobre la cabeza de niños y mujeres e incendiaron cultivos y patios pereciendo el ganado. Fue un bombardeo aterrador y devastador, y las pérdidas humanas y materiales fueron cuantiosa; Todo con el fin de presionar al pueblo para que entregara a los revolucionarios. Como resultado del bombardeo, dos hombres y una mujer embarazada murieron, y decenas más resultaron heridas por balas y metralla de aviones bombas. Cuando los franceses se convencieron de que el bombardeo era inútil, recurrieron a un medio despreciable que contenía mucha mezquindad y villanía, ya que amenazaron con arrestar a las mujeres de los revolucionarios y a sus madres y hermanas hasta que los revolucionarios se rindieran a los franceses. Cuando la noticia llegó a los revolucionarios, cayó sobre ellos como un rayo, pero el honor de los árabes ahuyenta las almas, por lo que salieron de sus escondites y se rindieron con la cabeza alta, así las vírgenes y las mujeres se salvaron de la traición durante la noche. 
El juicio de los revolucionarios tuvo lugar en la ciudad de Alepo. El tribunal escuchó al capitán Bono, jefe de inteligencia francesa en Deir Ezzor, quien dijo: "Si cada uno de los miserables que cometieron este terrible crimen merece morir una vez, entonces Muhammad Al-Ayyash, el líder de la pandilla merece ser ahorcado dos veces". El 5 de agosto de 1925, el Alto Comisionado francés en Beirut emitió la Decisión No. (49S) desterrando a todos los miembros de la familia de Ayyash al-Hajj a la ciudad de Jableh. Mahmoud Al-Ayyash y doce de sus compañeros fueron condenados a muerte, y la ejecución fue llevada a cabo por un pelotón de fusilamiento el 15 de septiembre de 1925 en la ciudad de Alepo. Mohammed Al-Ayyash también fue condenado a 20 años de prisión en la isla Arwad en la gobernación de Tartous.

### Sus hijos
Ayyash al-Hajj se casó con Qamura al-Aboud (la hermana de Hajj Fadel Aboud, el jefe del gobierno de Deir ez-Zor), y tuvo hijos de ella, unos de ellos:

#### Mohammed Al-Ayash
Político, escritor y erudito, una de las figuras de soberanía y liderazgo en Deir ez-Zor, nació en la ciudad de Deir ez-Zor en 1894 involucrandose temprano en el trabajo político. Fundó el movimiento nacional contra el colonialismo francés y exigió la independencia de Siria junto con varios de sus camaradas como el jeque Muhammad Saeed Al-Urfi y el erudito Thabet Azzawi. Estuvo en contacto constante con patriotas y revolucionarios de todas las gobernaciones sirias, como el Dr. Abdul-Rahman al-Shahbandar, con quien acordó iniciar una acción armada en la ciudad de Deir ez-Zor, coincidiendo con el inicio de la Gran Siria, la revolución en Jabal al-Arab y Guta en Damasco. También estableció un grupo revolucionario en la gobernación de Deir ez-Zor que llevó a cabo muchas operaciones armadas contra las fuerzas francesas, la más destacada de las cuales fue la saga Ein Albu Jumaa.
En 1925, los franceses lo condenaron a veinte años de prisión, donde fue encarcelado en la isla de Arwad, y fue liberado después de emitirse la decisión de amnistía francesa en 1937. Murió en Deir ez-Zor en 1944.

#### Mahmoud Al-Ayyash (Abu Sita)
Nació en Deir ez-Zor en 1898, era conocido por su magnanimidad y masculinidad. La gente de Deir ez-Zor lo apodó Abu Sita. Formó un grupo revolucionario con varios de sus camaradas, llevando a cabo muchas operaciones militares contra las fuerzas francesas, la más destacada fue la epopeya de Ain al-Bou Juma'a, o lo que los escritores contemporáneos llaman "Dinshawi del Éufrates". 
Fue un ejemplo de sacrificio y audacia, y ganó grandes torneos en el récord de lucha nacional, para izar en alto la bandera de la nación, expulsar al ocupante, aplastarlo y enseñarle una dura lección. La historia lo registra en páginas de oro y palabras de diamantes. El cinco de septiembre de 1925, Mahmoud al-Ayyash fue ejecutado junto con doce de sus camaradas. La pena de muerte dictada por el tribunal militar francés y ejecutada por un pelotón de fusilamiento en el norte de Alepo. Los cuerpos de los revolucionarios fueron traspasados por cuarenta y cuatro balas.

#### Ahmad Al Ayyash
Un patriota que disfruta de una fuerte personalidad y cualidades de generosidad y magnanimidad fue elegido presidente del sindicato en 1932 tras el incidente de Al-Mira. Donde lideró a un grupo de hombres y rompió las cerraduras y abrió los graneros para el pueblo, que estaban monopolizados por Francia, y avanzó manifestaciones contra los franceses. Fue encarcelado más de una vez por sus posiciones patrióticas.

#### Abdul al Kader Ayyash
Es un investigador, historiador, escritor, periodista, abogado y juez, nacido en Deir ez-Zor en 1911. Publicó más de 117 artículos de investigación y folletos sobre el valle del Éufrates más concretamente sobre Deir ez-Zor en particular. Sus trabajos son considerados la fuente científica y la principal referencia para todos los investigadores del patrimonio y la historia de la región del Valle del Éufrates.
En el año 1945 fundó en Naftou la revista Sawt al-Furat, la primera revista cultural mensual que se publica en Deir Ezzor.
En 1957 fundó el Museo de Tradiciones Populares en Deir ez-Zor por su cuenta, convirtiéndose en el primer museo en la región oriental de Siria. También fundó y dirigió, en 1958, la Asociación Al-Adiyat (Las Costumbres) en Deir ez-Zor. Murió en su ciudad de Deir ez-Zor en 1974.